# Thesaurus philopoliticus

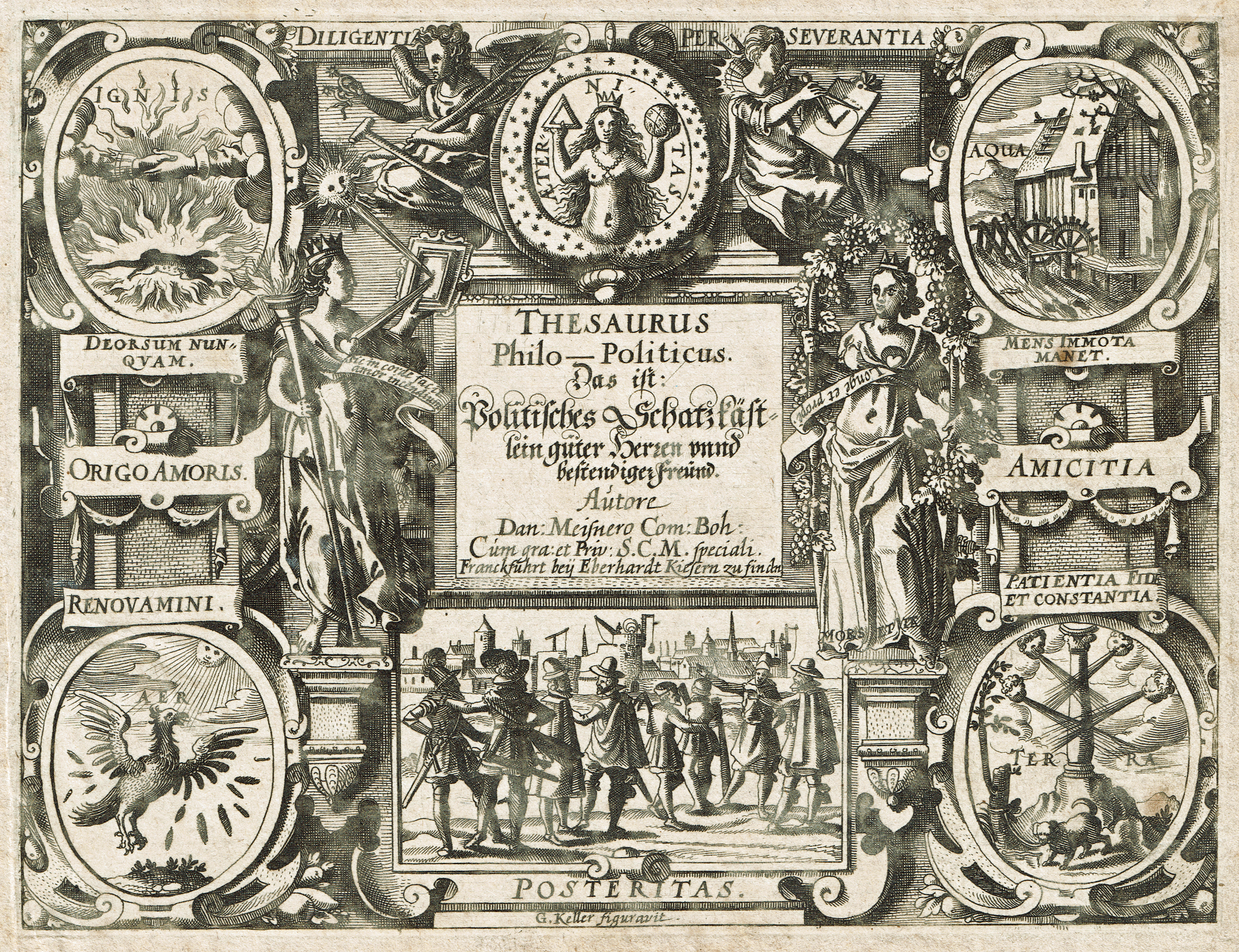
Titelpagina van Boek I, deel 1, gegraveerd door Georg Keller

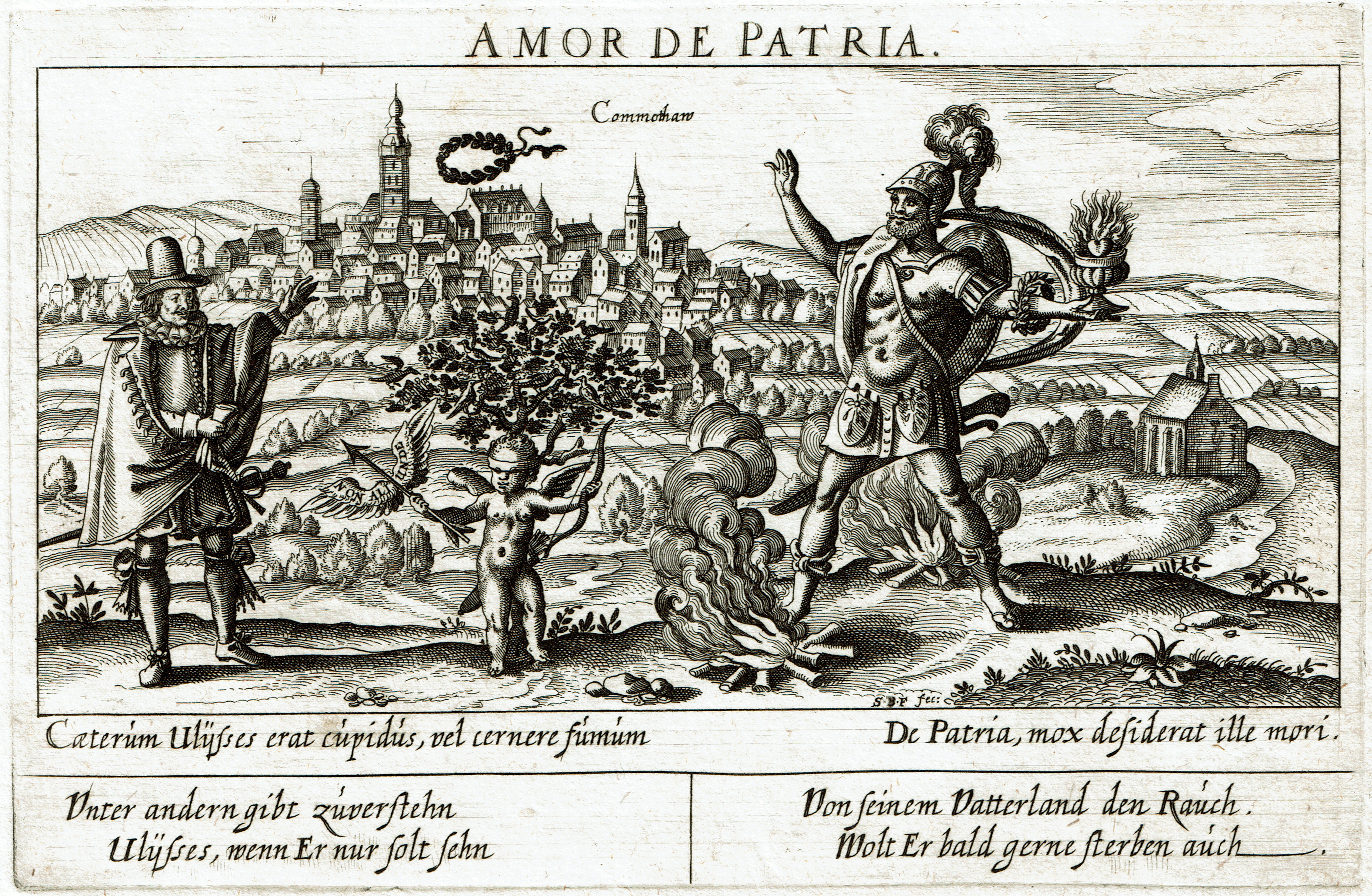
Prent met gezicht op Chomutov (Komotau), geboortestad van Daniel Meisner

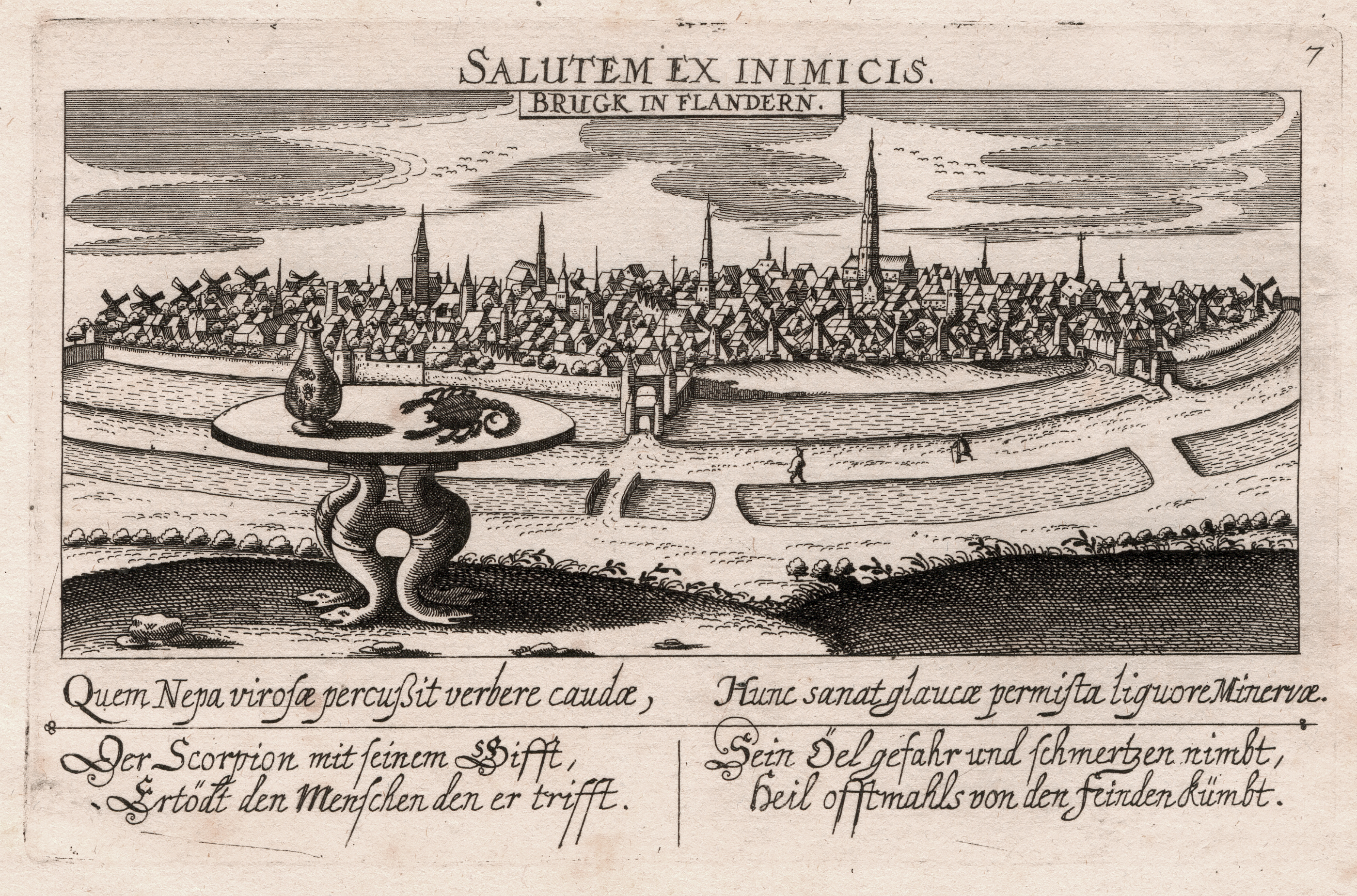
Stadsgezicht van Brugge, uit de originele editie van de Thesaurus Philopoliticus van Daniel Meisner, boek II, deel 1, prent nr. 7 (verschenen in 1627)

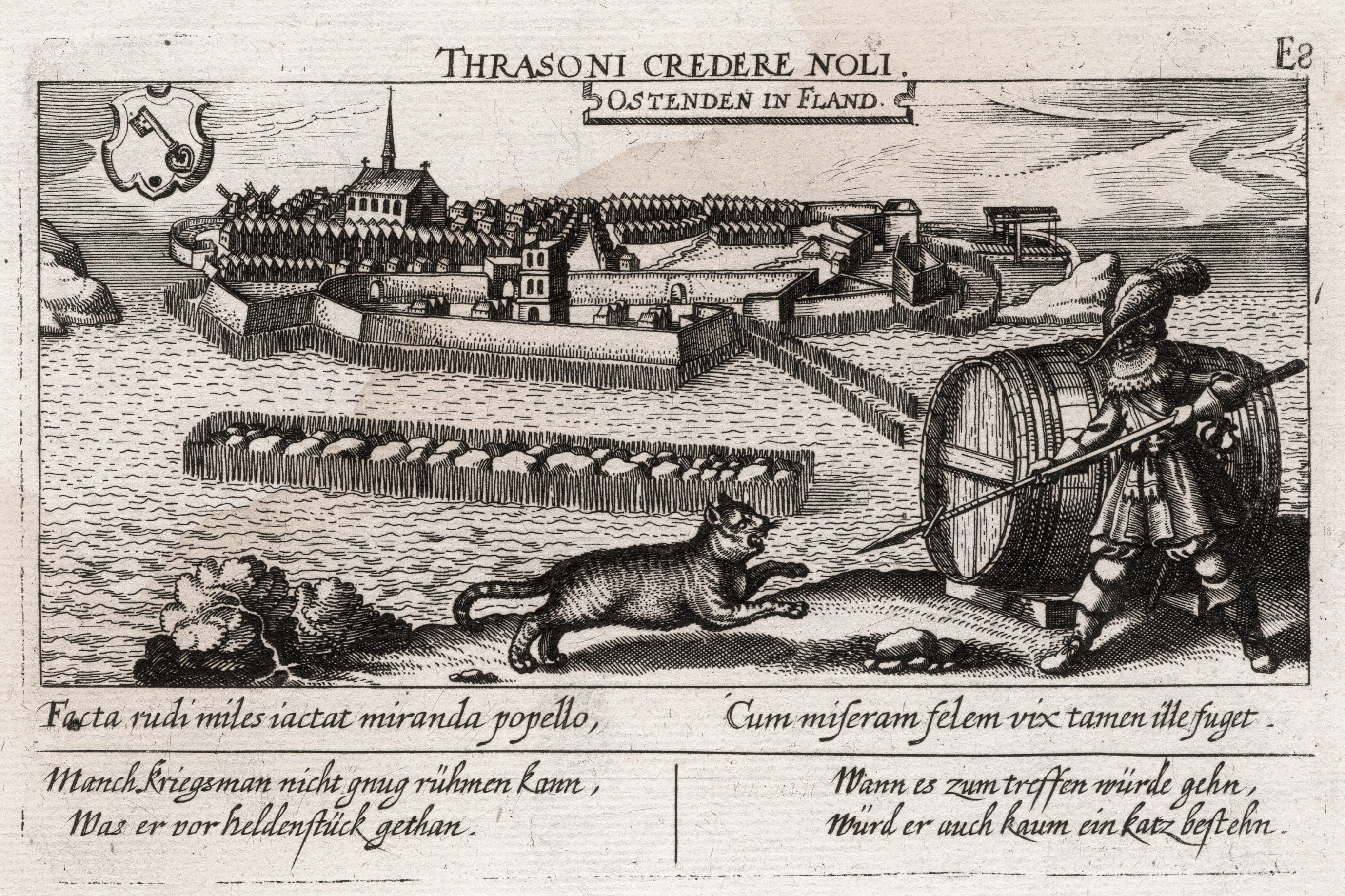
Stadsgezicht van Oostende, uit de Thesaurus Philopoliticus van Daniel Meisner, met de nummering 'E8' uit de latere editie onder de titel Sciografia Cosmica

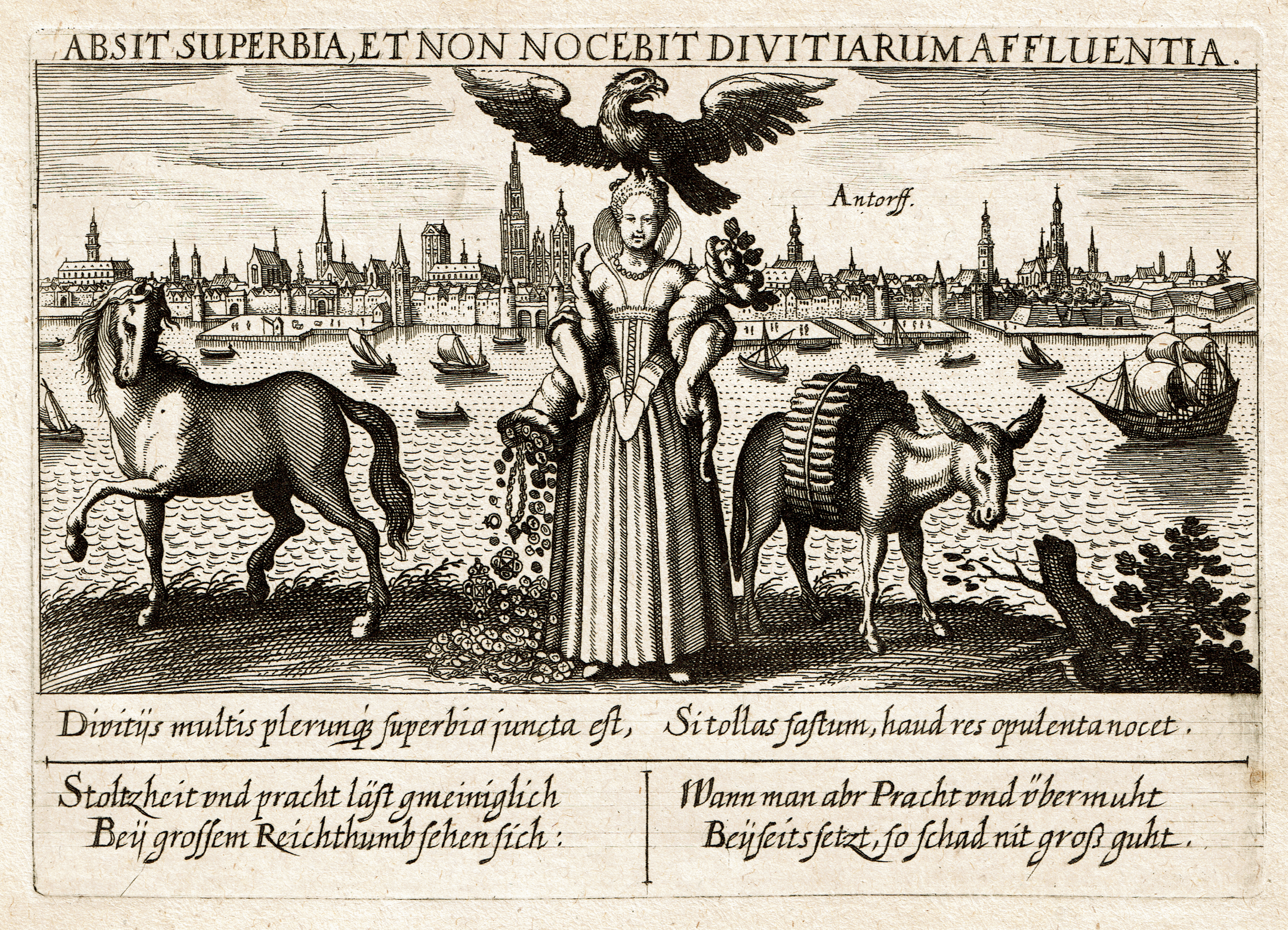
Antwerpen

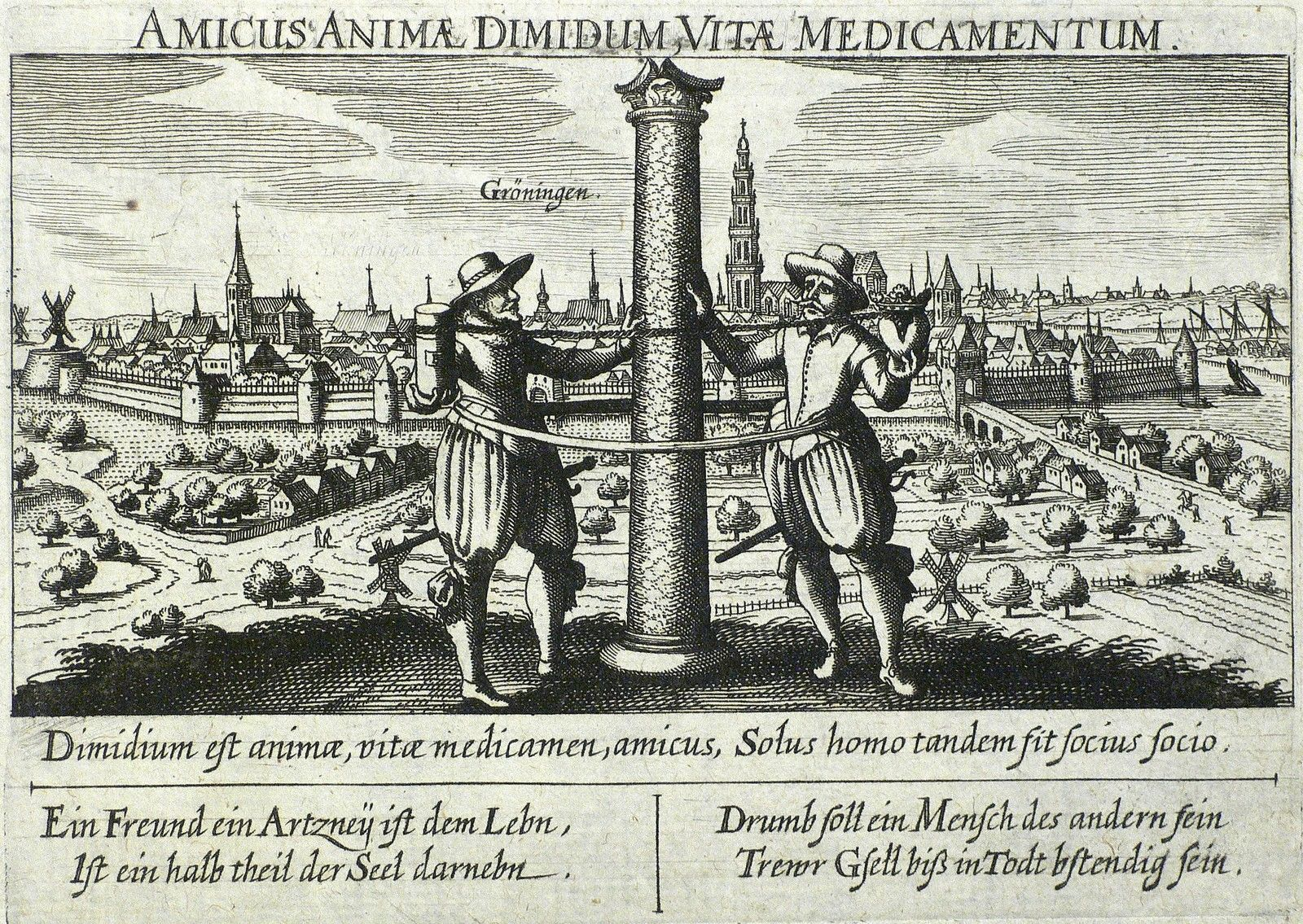
3Groningen

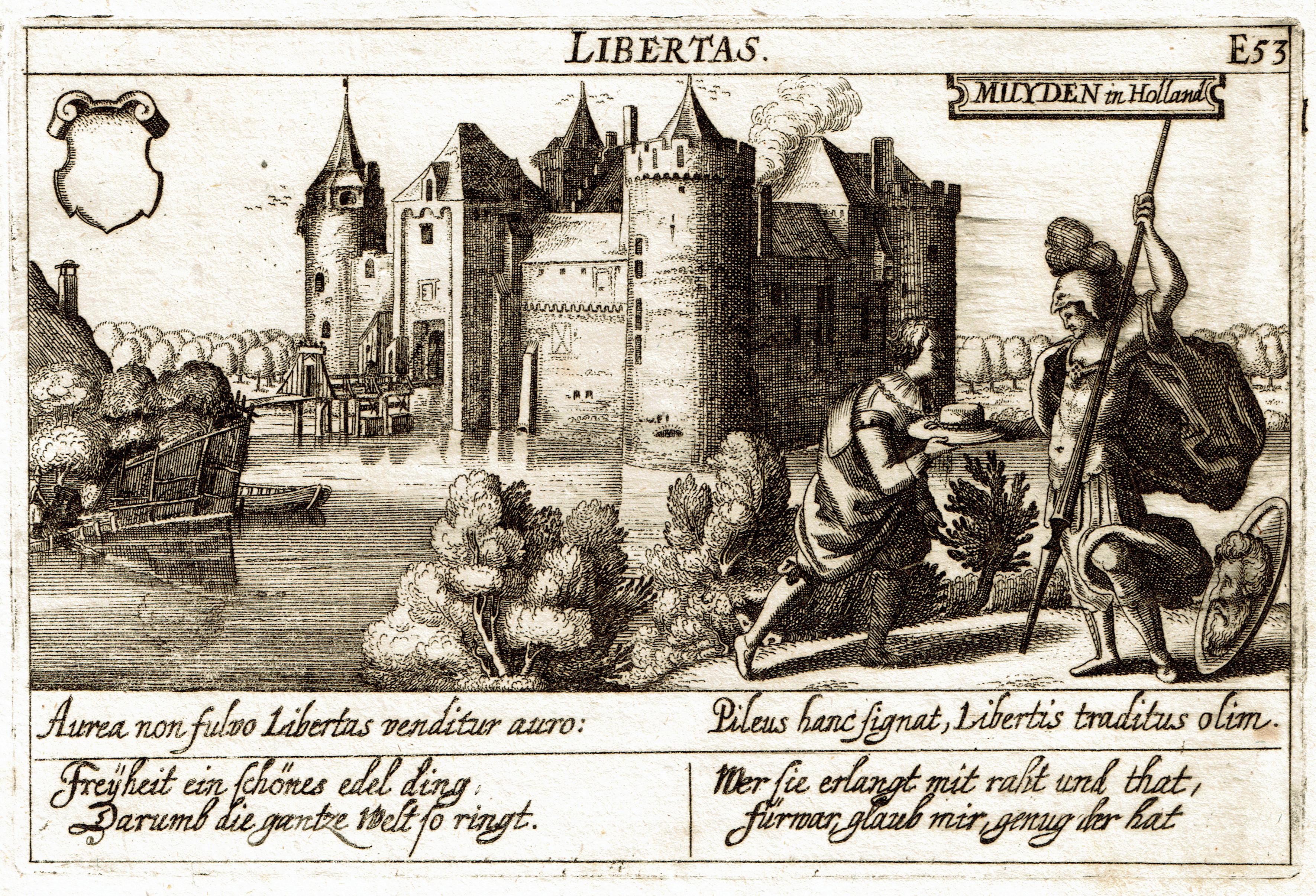
Muiderslot

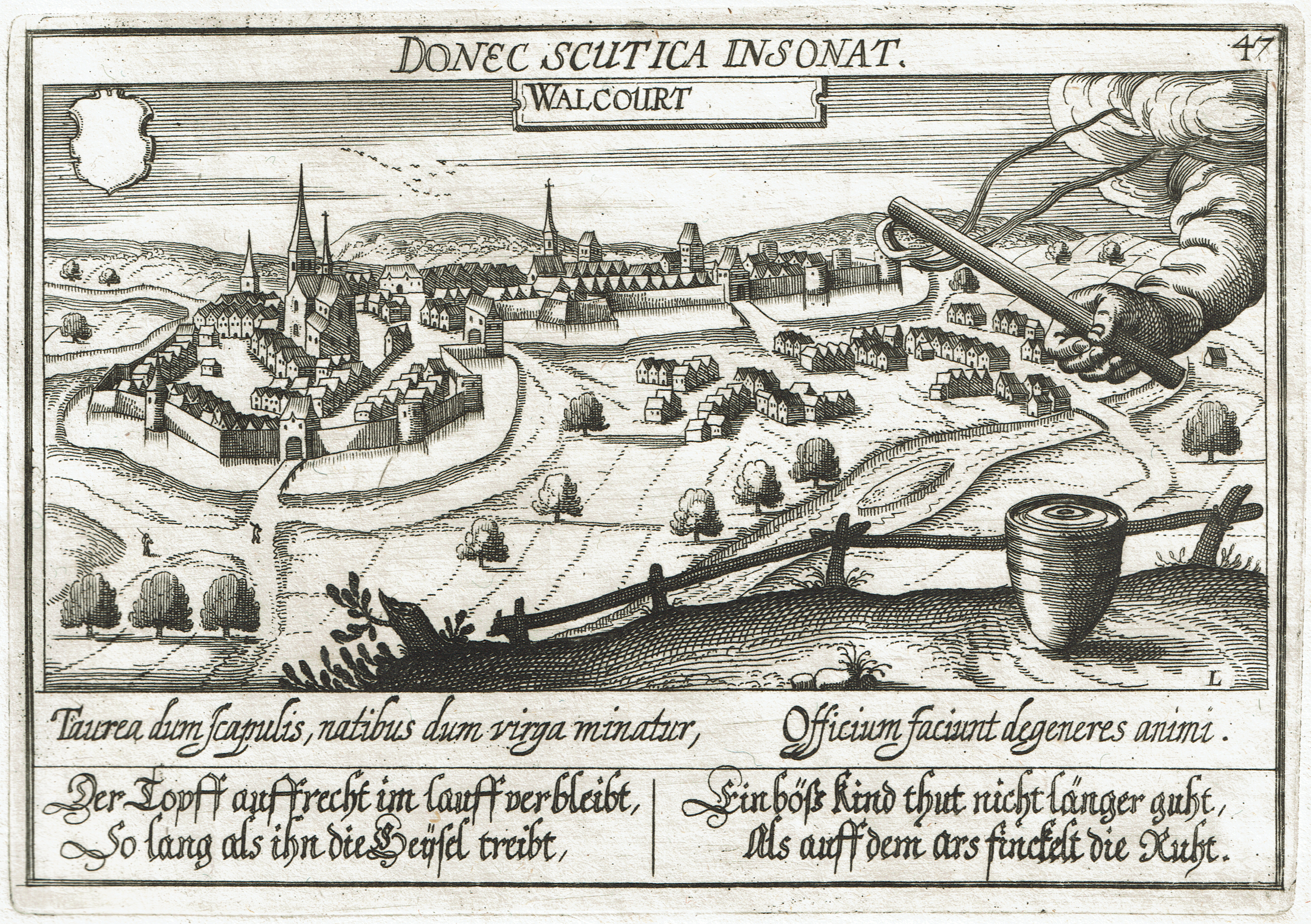
Het Waalse stadje Walcourt

De Thesaurus philopoliticus – Duitse titel: Politisches Schatzkästlein – is een reeks van 830 gegraveerde prenten met stadsgezichten, die tussen 1623 en 1632 in Frankfurt am Main uitgegeven werd door Daniel Meisner en Eberhard Kieser. Een tachtigtal van die prenten betreffen Nederlandse en Belgische steden.

## De prenten
De prenten in de Thesaurus philopoliticus zijn alle volgens hetzelfde concept samengesteld, met enerzijds een afbeelding en anderzijds een tekstgedeelte. Het tekstgedeelte bestaat uit: (1) een spreuk of motto bovenaan, (2) een tweeregelig vers in het Latijn en (3) een vierregelig vers in het Duits, beide onderaan. De versregels brengen een verklaring van het motto. Hiermede behoren deze documenten tot het genre van de emblemata of zinnebeeldige prenten met moraliserende inslag. Dit genre ontstond in Italië rond het midden van de zestiende eeuw en kon in de zeventiende eeuw onder andere in de Nederlanden en Duitsland op een vrij grote waardering bij het publiek rekenen. De afbeelding is tweeledig: op de voorgrond staan figuren of voorwerpen die het motto illustreren, op de achtergrond is telkens een stad afgebeeld (waarvan de naam vermeld wordt in een tekstkadertje of eenvoudige banderol, die zich boven in de tekening en net onder het motto bevindt). Met dat laatste kenmerk sluit de reeks dan weer aan bij de toen populaire verzamelwerken met stadsafbeeldingen, zoals de Cosmographey van Sebastian Münster die in 1544 in Bazel verscheen en nadien herhaalde malen opnieuw uitgegeven werd.
De inhoudelijke en vormelijke kenmerken van de prenten kunnen het beste verduidelijkt worden aan de hand van een voorbeeld. De prent van de Vlaamse stad Brugge draagt als motto: salutem ex inimicis of 'het heil komt van de vijanden'. In de Latijnse en Duitse verzen onderaan wordt uitgelegd dat het gif van de schorpioen dodelijk is voor de mens, maar dat schorpioenenolie (dat wil zeggen plantaardige olie waarin dode schorpioenen geweekt zijn) verlichting en genezing brengt aan diegene die door zo’n dier gestoken werd. De spreuk wordt verbeeld door een rond tafeltje op de voorgrond, met daarop een schorpioen en een medicijnflesje. Op de achtergrond staat een (nauwelijks herkenbaar) panoramisch gezicht van de stad Brugge. Onder het motto bevindt zich een tekstkadertje met de naam van de stad: Brugk in Flandern. Er is geen aantoonbaar verband tussen het motto en de afgebeelde stad. Dat was trouwens uitdrukkelijk niet de bedoeling van de auteurs.

## Eerste uitgave
De uitgave van de Thesaurus philopoliticus startte in het voorjaar van 1623, toen ter gelegenheid van de jaarmarkt in Frankfurt am Main een eerste boekdeeltje met 52 prenten verscheen. Het formaat was ongeveer 10 x 15 cm. De verkoop was onmiddellijk een groot succes, wat de samenstellers ertoe aanzette om regelmatig nieuwe deeltjes uit te brengen, die ook weer telkens 52 prenten bevatten (met uitzondering van eentje, dat slechts vijftig prenten telde). Een eerste reeks van acht deeltjes, die samen het Boek I vormden, zag het licht tussen 1623 en 1626. Daarna volgde nog het Boek II, dat eveneens uit acht afleveringen bestond en tussen 1627 en 1632 verscheen. In het totaal bevat de Thesaurus dus niet minder dan 830 prenten. Elk deeltje was bovendien voorzien van een titelblad, een opdracht aan een bekend persoon en een verklarende tekst over de afgebeelde steden en emblemata.

## Samensteller en uitgever
Het concept van de Thesaurus philopoliticus en het initiatief om het werk te gaan uitgeven, kwam kennelijk van Daniel Meisner (1585-1625), een uit Bohemen afkomstig dichter die in Frankfurt woonde en werkte. Meisner leverde de teksten en wellicht ook de richtlijnen in verband met de afbeeldingen. Voor de materiële realisatie en de verspreiding zorgde graveur en uitgever Eberhard Kieser (1583-1631). Kieser heeft vermoedelijk een deel van de prenten zelf gegraveerd, maar hij deed ook een beroep op andere graveurs, zoals Sebastian Furck, Georg Keller, Johann Eckard Löffler en de bekende Matthias Merian de Oude.
Daniel Meisner overleed toen het zesde deeltje van het eerste boek in druk was. Kieser kon evenwel de uitgave verder zetten, omdat hij nog over een voorraad teksten van Meisner beschikte. Toen deze voorraad uitgeput was, namen onder meer Johan Ludwig Gottfried, parochiepriester in Offenbach/Main, en Heinrich Kornmann, jurist en zwager van Kieser, de taak over. Ondanks het vroegtijdig wegvallen van Meisner, bleef de hele reeks toch zijn naam dragen. Ook bij latere edities bleef men hem als auteur vermelden. Ook nu nog worden de prenten uit de Thesaurus gemakshalve aan hem toegeschreven, hoewel hij er niet de graveur van is en voor slechts een deel de teksten heeft aangeleverd.

## Latere uitgaven
In de loop van de zeventiende eeuw liep de belangstelling voor embleemboeken terug, maar omwille van de stadsgezichten bleven de prenten van de Thesaurus toch populair. Na de dood van Kieser werden de drukplaten aangekocht door uitgever Paul Fürst uit Neurenberg, die het werk in 1637-1638 opnieuw uitgaf met als titel Sciographia Cosmica. Deze uitgave bestond uit acht delen van honderd platen elk, wat betekent dat dertig prenten van de oorspronkelijke reeks niet meer gebruikt werden. Ook de volgorde was anders. De prenten werden volgens geografische criteria herschikt en ze werden opnieuw genummerd met een letter per deel (van A tot H) en een doorlopende nummering van 1 tot 100 binnen elk deel. De tekstbladzijden met de verklaring van de emblemata waren weggelaten: in de ogen van Fürst waren deze bijkomstig en de stadsgezichten hoofdzaak geworden. Deze eveneens succesvolle uitgave kende een herdruk in 1678 door de weduwe Fürst, onder de titel Sciagraphia Cosmica. Ten slotte werden de platen in 1700 nogmaals herdrukt door de Neurenbergse boekhandelaar Rudolph Helmers. Nu luidde de titel: Politica politica / Statistisches Städte-Buch. In deze editie werden per blad twee prenten boven elkaar afgedrukt.

## Moderne herdrukken
Volledige boekdelen van de Thesaurus Philopoliticus of van de latere edities zijn heden ten dage zeldzaam. Losse prenten daarentegen worden zeer regelmatig in antiquariaten en op veilingen aangeboden. Het volledige werk is gelukkig vrij gemakkelijk toegankelijk dankzij twee twintigste-eeuwse facsimile-uitgaven. De eerste werd in 1927 te Heidelberg uitgegeven door F. Hermann en L. Kraft. De gereproduceerde originelen berustten in de Preussische Staatsbibliothek te Berlijn en de Hessische Landesbibliothek in Darmstadt, maar gingen tijdens de Tweede Wereldoorlog verloren. In 1972 gaf K. Eymann de tweede facsimile-editie uit, op basis van een exemplaar van de Thesaurus uit de Bayerische Staatsbibliothek in München. Deze publicatie was in 1992 al aan de vierde druk toe. Beide facsimile-uitgaven zijn van een gedegen inleiding voorzien.

## Herkomst van de prenten
Het is evident dat de graveurs niet voor alle prenten over gegevens uit de eerste hand, zoals originele tekeningen vervaardigd op het terrein, konden beschikken. Vooreerst was dit praktisch onmogelijk te realiseren, noch betaalbaar: de afgebeelde steden lagen over geheel Europa verspreid, terwijl enkele zich zelfs buiten het oude continent bevonden. Ten tweede moet steeds voor ogen gehouden worden dat in de opvatting van Meisner en Kieser de stadsgezichten niet het hoofdonderwerp vormden, doch slechts als bijkomende achtergrondverluchting bij de emblemata dienden. Er is ooit beweerd dat vrijwel alle stadsgezichten in de Thesaurus gekopieerd zouden zijn uit de Civitates Orbis Terrarum van Georg Braun en Frans Hogenberg. Fritz Hermann en Leonhard Kraft, de uitgevers van de facsimile-uitgave van 1927, hebben aangetoond dat dit niet klopt. Volgens hun opzoekingen werden 272 beelden uit Braun & Hogenberg overgenomen, zijn er 167 op andere aantoonbare publicaties gebaseerd, zoals de Cosmographey van Sebastian Münster, terwijl de bron van de overige 391 volgens hen niet meer te achterhalen was. Sommige van die bronnen waren ongetwijfeld losse prenten, die in het drukkerij-, uitgeverij- en boekhandelscentrum dat Frankfurt toentertijd was, ruimschoots voorhanden moeten geweest zijn. Alleen voor een aantal Duitse steden, alsook enkele kleinere lokaliteiten en burchten in de omgeving van Frankfurt, ging het wel degelijk om nieuwe afbeeldingen die in opdracht van de uitgever 'met tamelijke moeite en kosten' vervaardigd werden. Ondertussen heeft recenter onderzoek voor nieuwe informatie gezorgd. Zo is nu duidelijk dat voor een aantal steden in de Nederlanden de prenten uit de Descrittione di tutti i Paesi Bassi van Lodovico Guicciardini als bron gebruikt werden.

## Afgebeelde plaatsen uit de Nederlanden
Alfabetische lijst van de plaatsen in de huidige Benelux en Noord-Frankrijk die afgebeeld zijn in de Thesaurus Philopoliticus en de Sciographia Cosmica. Verklaring van de afkortingen: TP II-4-1 = Thesaurus Philopoliticus, tweede boek, aflevering 4, prent 1; SC E52 = Sciographia Cosmica, vijfde band (“E”), prent 52.
- Abcoude TP II-4-1, SC E52
- Alkmaar TP II-7-1, SC B35
- Aalst TP II-6-1, SC E57
- Amersfoort TP I-2-4, SC E51
- Amsterdam TP I-2-3, SC E50
- Antwerpen TP I-2-5, SC E26
- Arnhem TP I-6-1, SC D78
- Arras (Atrecht) TP I-7-1, SC G11
- Avesnes-sur-Helpe (Avenne aan de Helpe) TP II-7-5, SC D18
- Beaumont TP II-7-7, SC E100
- Bergen op Zoom TP II-8-2, SC E22
- Béthune TP II-2-3, SC G10
- Den Bommel (identificatie onzeker) TP II-6-6, SC D81
- Bourbourg (Broekburg) TP II-3-7, SC E6
- Breda TP I-6-4, SC E27
- Brielle TP II-8-5, SC E63
- Brouwershaven TP I-8-12, SC E66
- Brugge TP II-1-7, SC E5
- Brussel TP II-2-5, SC E30
- Calais (Kales) TP I-2-10, SC G33
- Cambrai (Kamerijk) TP I-2-11, SC G21
- Chimay TP II-6-11, SC G42
- Culemborg TP II-6-13, SC G43
- Delft TP II-1-11, SC E46
- Deventer TP I-7-12, SC E39
- Dinant TP II-1-13, SC E37
- Dormaal: kasteel TP II-6-15, SC E19
- Dordrecht TP I-6-9, SC E47
- Dowaai TP II-7-12, SC E13
- Duinkerke TP I-7-14, SC E9
- Enkhuizen TP I-6-11, SC E40
- Franeker TP II-1-17, SC B47
- Gent TP I-3-15, SC E1
- Gent: Spanjaardskasteel TP II-7-15, SC E14
- Geertruidenberg TP II-1-18, SC E43
- Gorinchem TP I-6-16, SC E45
- Gouda TP I-6-17, SC E44
- Grave TP II-7-17, SC D93
- Grevelingen TP II-3-17, SC E7
- Groningen TP I-2-23, SC B45
- Groenlo (‘Groll’) TP II-4-20, SC E32
- Den Haag TP I-8-20, SC E54
- Haarlem TP I-7-23, SC E41
- Harderwijk TP I-2-24, SC D75
- Helmond TP II-7-19, SC E15
- Hemmen (gem. Overbetuwe): kasteel TP II-6-22, SC D84
- 's-Hertogenbosch TP I-6-20, SC E34
- 's-Hertogenbosch: plattegrond TP II-4-23, SC E31
- Hoorn TP II-1-23, SC E42
- Hoei TP I-7-25, SC E25
- Ieper TP I-6-51, SC E35
- Kampen TP I-2-12, SC E56
- Landrecies TP II-7-24, SC E60
- Leeuwarden TP I-7-30, SC B46
- Leiden TP II-8-20, SC E58
- Leuven TP I-5-26, SC E28
- Lier TP II-8-22, SC E21
- Limburg (identificatie onzeker) TP I-3-25, SC D88
- Loenersloot: kasteel TP II-5-25, SC C42
- Slot Loevestein (Poederoijen, gem. Zaltbommel) TP I-4-30, SC E20
- Luik TP I-1-32, SC D97
- Rijsel TP I-6-35, SC E2
- Luxemburg TP I-6-26, SC D67
- Maastricht TP I-6-27, SC D90
- Mechelen TP I-3-27 en II-1-32, SC E29 en G87
- Middelburg (op Walcheren) TP I-7-32, SC E65
- Bergen TP I-7-3, SC D62
- Montfoort TP II-7-35, SC E61
- Muiden (Muiderslot) TP II-4-34, SC E53
- Namen TP, II-1-35, SC D98
- Nijmegen TP I-2-36, SC D74
- Oostende TP II-4-36, SC E8
- Philippeville TP II-7-41, SC D60
- Purmerend TP II-4-40, SC E48
- Rekem: kasteel d’Aspremont-Lynden TP II-6-41, niet opgenomen in SC
- Rhenen TP II-8-36, SC D24
- Roermond TP I-6-34, SC D89
- Rotterdam TP I-2-43, SC E49
- Sint-Omaars TP I-6-29, SC G12
- Schoonhoven TP II-5-43, SC D57
- Sluis TP I-6-38, SC E3
- Sneek TP II-7-52, SC B50
- Tiel TP II-2-47, SC D85
- Tienen TP I-6-43, SC E33
- Doornik TP I-7-13, SC E4
- Utrecht TP I-2-49, SC E55
- Valenciennes TP I-6-44, SC D61
- Veere TP I-7-47, SC E67
- Venlo TP II-1-48, SC D77
- Vernehuizen (gem. Buren): kasteelruïne TP II-8-45, SC D87
- Vlissingen TP I-7-15, SC E69
- Walcourt TP II-5-47, SC D94
- Wijk bij Duurstede TP I-6-49, SC D86
- IJlst TP II-6-51, SC B52
- Zutphen TP I-6-52, SC E38
- Slot Zuylen (Oud-Zuilen, gem. Maarssen) TP II-5-51, SC E62
- Zwolle TP II-3-50, SC D72